# 수소-7
수소-7은 굉장히 불안정한, 수소의 동위 원소 중 하나이다. 핵은 한 개의 양성자와 여섯 개의 중성자로 구성되어 있다. 
수소-7은 한 개의 양성자와 여섯 개의 중성자로 구성되어있다. 이것은 2003년 처음으로 RIKEN's RI Beam Science Laboratory에서 러시아인, 일본인, 프랑스인 과학자들의 단체에 의해, 경수소와 헬륨-8이 충돌하면서 합성되었다. 이 반응의 결과로, 헬륨-8의 중성자들이 수소의 핵에 전달되었다. 두개의 남은 양성자들은 RIKEN telescope에 의해 발견되었다.

수소-7은 사중 중성자 방출을 통해 6.52×10-22 ± 5.58×10-22 초의 반감기를 가지며 붕괴한다.
1. ↑  Kondev, F.G.; Wang, M.; Huang, W.J.; Naimi, S.; Audi, G. (2021년 3월 1일). “The NUBASE2020 evaluation of nuclear physics properties *”. 《Chinese Physics C》 45 (3): 030001. doi:10.1088/1674-1137/abddae. ISSN 1674-1137.